# Arquiepiscopado de Ocrida
Arquiepiscopado de Ocrida ou Arcebispado Ortodoxo de Ocrida (Ohrid) (macedônio: православна охридска архиепископија) foi uma Igreja Ortodoxa autônoma dentro da Igreja Ortodoxa Sérvia que operou na Macedônia do Norte. Foi a única Igreja Ortodoxa canônica na Macedônia do Norte que esteve em plena comunhão com todas as outras Igrejas Ortodoxas. A arquidiocese não tinha registro estatal e em suas atividades enfrentou oposição da Igreja Ortodoxa Macedônia, oficialmente reconhecida pelas autoridades e pelo Patriarcado de Constantinopla.
De 23 de setembro de 2002 a 2023, o Primaz da Arquidiocese foi o Arcebispo João Vranishkovski, que já foi detido várias vezes.
Reivindicava a herança do Arcebispado Autocéfalo de Ocrida (Arcebispado de Ocrida - Justiniana Prima e Toda Bulgária), criado em 1019 pelo imperador bizantino Basílio II e abolido em 1767 pelos otomanos.
O Arcebispado Ortodoxo de Ocrida estava proibido de se registrar pela Comissão Estatal de Religião da Macedônia do Norte sob o pretexto de que é possível registrar apenas uma Igreja para cada denominação, e o nome não difere suficientemente da Igreja Ortodoxa Macedônia.
Em maio de 2023 o Arcebispado Ortodoxo de Ocrida foi abolido, após a resolução da disputa de longa data entre Igreja Ortodoxa Sérvia e Igreja Ortodoxa da Macedônia. Seus bispos foram transferidos para a jurisdição da Igreja Ortodoxa da Macedônia.

## História
Em outubro de 1958, com a aprovação das autoridades, realizou-se em Ocrida um Conselho Eclesiástico Nacional, que reuniu 220 padres e leigos, no qual foi decidido restaurar a antiga Sé do Arcebispo de Ocrida (Ohrid), pelo que a estrutura criada foi considerada como o sucessora da antiga Arquidiocese autocéfala de Ocrida. Em junho de 1959, o Santo Sínodo dos Bispos da Igreja Ortodoxa Sérvia reconheceu a Igreja da Macedônia e, no mês seguinte, os bispos eleitos foram ordenados por bispos ortodoxos sérvios.
No outono de 1966, a Igreja Ortodoxa da Macedônia se dirigiu oficialmente ao Patriarcado da Sérvia com um pedido de concessão do status de autocefalia, mas em maio de 1967 o Conselho de Bispos da Igreja Ortodoxa da Sérvia rejeitou essa exigência. No entanto, os macedônios, com a intervenção ativa das autoridades civis, continuaram por conta própria, e em 19 de julho, o Santo Sínodo da Igreja da Macedônia proclamou a autocefalia da Igreja Ortodoxa da República da Macedônia, o chefe da nova jurisdição recebeu o título “Arcebispo de Ocrida e Macedônia”.
Em setembro de 1967, o Sínodo da Igreja Sérvia declarou a Igreja Ortodoxa da Macedônia uma organização religiosa cismática e quebrou todas as relações litúrgicas e canônicas com sua hierarquia, embora as mantivesse com os crentes comuns: esta decisão foi apoiada por outras Igrejas Ortodoxas - nenhuma delas reconheceu a canonicidade da Igreja da Macedônia.
Após o colapso da Iugoslávia, o governo da agora independente República da Macedônia apoiou a Igreja Ortodoxa da Macedônia. O Patriarca Sérvio Paulo repetidamente se dirigiu aos perdidos “macedônios” com um apelo para o arrependimento.

### Autonomia
Na tentativa de restaurar seu status canônico e obter o reconhecimento das Igrejas Ortodoxas, a Igreja Ortodoxa da Macedônia negociou com a Igreja Ortodoxa Sérvia, e essas negociações levaram a um eventual acordo assinado em Niš em junho de 2002, conhecido também como Acordo de Niš. O acordo foi assinado por todos os Bispos de ambas as delegações. No entanto, os Bispos das delegações da Igreja Ortodoxa da Macedônia foram expostos a severas críticas por assinarem este acordo, e embora tenha tentado defendê-lo por um curto período, o Sínodo da Igreja macedônia rejeitou o acordo.
O Patriarca sérvio Paulo então convocou todos os bispos, clérigos, monges e fiéis para entrarem em unidade litúrgica e canônica com a Igreja Ortodoxa Sérvia. João Vranishkovski, Metropolita de Veles e Povardarie, e todos os sacerdotes de Veles concordaram em responder a este chamado, e todos assinaram um documento de acordo.
Em 23 de setembro de 2002, Metropolita João foi nomeado Exarca de todos os territórios da Arquidiocese de Ocrida pela Assembleia da Igreja Ortodoxa Sérvia. Em 25 de dezembro de 2003, foi eleito Presidente do Santo Sínodo dos Bispos do Arcebispado Ortodoxo de Ocrida, depois de constituído.
Em 24 de maio de 2005, ele foi confirmado pelo Patriarca da Sérvia como Arcebispo de Ocrida e Metropolita de Skopje de acordo com o Acordo de Niš. No mesmo dia, houve o anúncio do Tomos Patriarcal e da Assembleia para a autonomia do Arcebispado de Ocrida, dentro do Patriarcado da Sérvia, com o Arcebispo João como Presidente do Santo Sínodo dos Bispos.

### Perseguições
Ao entrar na unidade canônica e eclesiástica com a Igreja Ortodoxa Sérvia e, por meio dela, com toda a comunidade das Igrejas Ortodoxas, o arcebispo João foi expulso pela polícia, sem ordem judicial, de sua residência e cátedra em Veles em 7 de julho de 2002. Da mesma forma, ilegalmente e sem ordem judicial, os monges de quatro mosteiros foram expulsos de seus mosteiros, isto é, de suas casas, em janeiro de 2004, imediatamente após ingressarem no Arcebispado Ortodoxo de Ocrida. Um quinto mosteiro, São João Crisóstomo, na aldeia Nižepole perto de Bitola, foi invadida por homens armados e mascarados que, não encontrando o arcebispo João que procuravam, perseguiram e ameaçaram as freiras com metralhadoras, cortaram seus cabelos e incendiaram o mosteiro, em fevereiro de 2004.
Os edifícios do Arcebispado Ortodoxo de Ocrida foram invadidos pela polícia. A igreja do mosteiro de São João Crisóstomo foi demolida pelas autoridades estatais em 15 de outubro de 2004. A capela de São Nectários de Egina, depois de ser arrombada e vandalizada em várias ocasiões, estava no fim completamente demolida em 12 de julho de 2005. O sacerdote que servia naquela capela, Padre Borjan Vitanov, foi espancado duas vezes. Outras queixas de assédio foram relatadas.
O Arcebispo João foi condenado a 18 meses de prisão em junho de 2005 por Instigação de ódio étnico, racial e religioso, discórdia e intolerância. O veredicto afirmou que a condenação se baseava nestes três pontos:
1. ele escreveu um texto em um calendário religioso em que calúnia a Igreja Ortodoxa da Macedônia
2. ele concordou em ser nomeado Exarca do Arcebispado de Ocrida na Macedônia e participou da ordenação dos bispos Joakim (Jovčevski) e Marko (Kimev) e
3. ele oficiou um serviço religioso em um apartamento de propriedade de seus pais.

Ele cumpriu 220 dias de prisão antes que a Suprema Corte declarasse os dois últimos dos três pontos como inconstitucionais e sua sentença foi encurtada para 8 meses. Arcebispo João foi condenado pela segunda vez, sob a acusação de desfalque, sendo condenado a uma pena de prisão mais elevada, 2 anos, maior que a primeira (1 ano e 3 meses) em 2006.
O Estado, declaradamente secular, legalizou sua identificação com uma comunidade religiosa não canônica da Igreja Ortodoxa da Macedônia, por meio da "Declaração de apoio à autocefalia da Igreja Ortodoxa Macedônia" do Parlamento, alcançada em 23 de janeiro de 2004. O Arcebispado Ortodoxo de Ocrida teve o registro negado pelas autoridades estatais. O clero ortodoxo canônico não tem permissão para entrar no país.
Durante a sessão regular do Conselho de Bispos da Igreja Ortodoxa Sérvia em maio de 2023, foi decidido que o Arcebispado Ortodoxo de Ocrida agora faz parte da Igreja Ortodoxa da Macedônia. Seus bispos receberam dispensa da jurisdição da Igreja Ortodoxa Sérvia e foram orientados a ingressar na jurisdição da Igreja Ortodoxa da Macedônia.

## Primaz

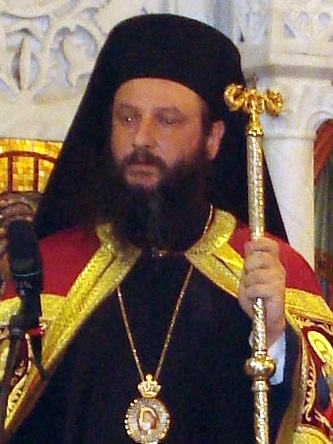
Arcebispo João

- João VI (desde 24 de maio de 2005 - 2023) - Arcebispo de Ocrida e Metropolita de Escópia.[6]

## Dioceses

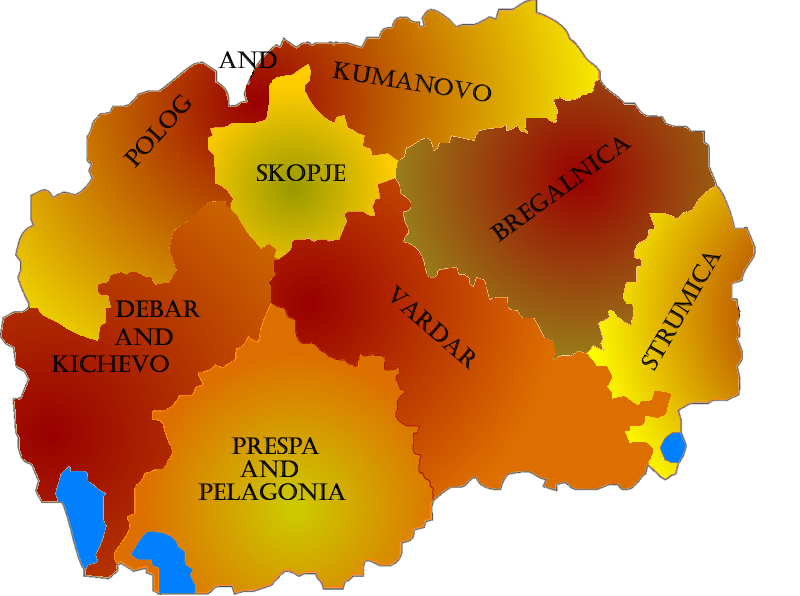
Mapa das sete dioceses do Arcebispado Ortodoxo de Ocrida na Macedônia do Norte.

O Arcebispado Ortodoxo de Ocrida consistia em sete dioceses (uma metrópole e seis dioceses). As dioceses eram:
- Metrópole de Skopje;
- Diocese de Prespa-Pelagonija;
- Diocese de Bregalnica;
- Diocese de Debar e Kicevo;
- Diocese de Polog e Kumanovo;
- Diocese de Veles e Povardarje;
- Diocese de Strumica.

## Ligações Externas
- Arcebispado Ortodoxo de Ocrida - Site oficial (em macedônio e inglês)
- Patriarcado da Sérvia - Site oficial (em inglês)